# Reinald II. (vojvoda Gelderski)
Reinald II. Gelderski (nizozemsko Reinoud) »Črni«, gelderski grof, * okrog 1295, † 12. oktober 1343
Sprva si je lastil naziv grof Gelderski, od leta 1339 pa vojvoda Gelderski in med leti 1326 in 1343 grof Zutphenski v Nizkih deželah. Bil je sin Reinalda I. Gelderskega in Margarete Flandrijske.

## Biografija
Leta 1316 je prišel v nesoglasje z očetom. Ugotovil je, da njegov oče ni več sposoben skrbeti za interese ozemlja in je sam prevzel upravo. Po arbitrarni odločitvi holandskega grofa Viljema III. je 3. septembra 1318 zavladal kot sin Gelderskega grofa nad grofijama Gelders in Zutphen. Svojega očeta je dal zapreti na grad Montfort.
Rainald je podelil pravice do zemljišč in nasipov ter sprejel določbe in predpise za izboljšanje ravnanja z zunanjimi vodami in odvajanjem celinskih in podzemnih voda. Ta zakonodaja je bila delno sestavljena iz zapisov javnega in zasebnega prava, deloma pa iz novega prava v zvezi z inšpekcijskim pregledom nasipov, plovnih poti in sodne organizacije. Za deželo Maas in Waal leta 1321 in 1328, za Bommelewaard in Tielerwaard leta 1325 in 1327, 1335 ter 1327 za Oderbetuwe in Nederbetuwe, za Owerkvaritier leta 1328, za novo razvito Nijbroek leta 1328. Ta zakonodaja je bila pomembna za spodbujanje pravne varnosti in izkoriščanja tal na območju Geldersa.
Leta 1326 je umrl njegov oče in Rainald se je imenoval za grofa Geldersa in grofa Zutphena kot Rainald II. 
Začel je partnerstvo z angleškim kraljem in svakom Edvardom III. Angleškim proti Franciji. Leta 1338 je Angleže opozoril na francosko floto, ki se je približevala Zwinu. Med prvo fazo stoletne vojne je ostal eden Edvardovih najtesnejših zaveznikov med nemškimi knezi.
19. marca 1339 je bil Reinald II. povzdignjen v monarha kot vojvoda Gelderski in grof Zutphenski na Cesarskem zboru v Frankfurtu in se pridruži Vzhodni Friziji. Ta odločitev je nastala med cesarjem Ludvikom IV. , ki je bil poročen z grofico Margareto Holandsko, in Edvardom III. Angleškim, bratom Rainaldove žene, Eleonore Angleške. Leta 1342 je Reinald II. ustanovil samostan Monnikhuizen.
Rainald se je štiri leta boril za Bredevoort (1322-1326) in v obleganju zmagal. Leta 1326 je Rainald II. podelil mestne pravice Erkelensu in leta 1343 Venlu.

## Družina
Rainaldova prva poroka (Roermond, 11. januar 1311) je bila s Sofijo Berthout (umrla 1329),  Gospa iz Mechelena . Njuni otroci so bili:
- Margarita (1320–1344), gospa iz Mechelena
- Matilda (1325–1384), gospa iz Mechelena, nato vojvodinja Gelderska (1371–1379), ki se je poročila:
  1. leta 1336 z Godfrid van Loon-Heinsberg (um. 1347)
  2. pred 1348 Janez Kleveški († 1368), grof Kleveški
  3. Janez II., grof Blois († 1381)
- Elizabeta († 1376), opatinja v Gravendaalu
- Marija († 1405), vojvodinja Gelderska (1371–1405), poročena Viljem II., vojvoda Jülich [5]

Vdovec, Rainald se je maja 1332 v Nijmegenu poročil z Eleanoro Woodstock (1318–1355),  hčerko Edvarda II. Njuni otroci so bili:
- Reinald III. Gelderski (1333–1371), vojvoda Gelderski (1343–1361) [5]
- Edvard Gelderski (1336–1371), vojvoda Gelderski (1361–1371) [5]

Leta 1338 je Eleanoro izključil iz dvora, češ da ima gobavost,  ta je kasneje po njegovi smrti postala redovnica.
Rainald je umrl v Arnhemu po padcu s konja.